# Пастушья сумка обыкновенная
Пасту́шья су́мка обыкнове́нная, или Су́мочник пасту́ший (лат. Capsélla búrsa-pastóris) — травянистое растение, вид рода Пастушья сумка (Capsella) из семейства Капустные (Brassicaceae).

## Название
Научное латинское название тавтологично: родовое имя лат. Capsella — уменьшительное от capsa — сумка, что характеризует форму плодов; видовой эпитет bursa pastoris — буквально сумка пастуха.
Другие русские названия — режуха, серики, малоупотребительное тоткунь.
Н. И. Анненков в своём Ботаническом словаре приводит и целый ряд иных русских местных названий: бабки, белен, воробьино око, воробьёва кашка, воробьиная кашица, вшички, гирчак, грицики, гречиха полевая, полева гречка, ершев глаз, чижов глаз, денежник, дикарка, забируха, зозулнык, кошелек, кошелишка, клоповник, клопики, лебедец, могильная трава, мошонка, мошоночник, мишочкы, пастушья трава, помолочник, рижуха, редишник лесовой, сердечная трава, сердочки, сукочник, сирики, стрелки, сухотник, ташка-трава, ташка-зелье, ташник, ярутка, черевец, червишник еловый, вид-червей (то есть от червей). Сомнительными Анненков считает бех, ивалек, валек, дикий лён.
В большинстве европейских языков название растения являлется смысловым переводом латинского - фр. Le bourse a pasteur, bourse-à-pasteur, англ. Shepherd’s Purse, shepherd’s-purse, словац. Kapsička pastierska, нем. Hirtentäschel, чеш. Kokoška pastuší, pastuší tobolka, итал. Borsapastore, порт. Bolsa do pastor, Erva do bom pastor, исп. Bolsa de pastor, Zurrón de pastor.

## Ботаническое описание
Однолетнее растение высотой 20—60 см с тонким веретеновидным корнем.
Всё растение зелёное, обыкновенно голое или немного волосистое, особенно в нижней части. Волоски простые и ветвистые.
Стебель одиночный, прямостоячий, простой или ветвистый.
Прикорневые листья на черешках, перистораздельные с острыми треугольными, цельнокрайными или зубчатыми долями, струновидно-выемчатые или цельные, собраны в розетку. Стеблевые листья очерёдные, сидячие, продолговато-ланцетовидные, цельнокрайные или выемчато-зубчатые, с ушками; верхние листья почти линейные, со стреловидным основанием.
Цветки правильные, четырёхчленные, собраны в кисть, вначале зонтиковидную, потом удлиняющуюся. Чашелистики 0,25 см длиной, лепестки до 0,35 см длиной, обратнояйцевидные, белые.
Плод — стручочек длиной и шириной 5—8 мм, сжатый с боков перпендикулярно перегородке, обратнотреугольно-сердцевидный, с верхушечной выемкой около 0,5 мм глубины, на верхушке с выдающимися углами. Створки плодов ладьевидные, тонкостенные, с сетью жилок; остаток столбика при плоде короткий; гнёзда со многими мелкими жёлто-коричневыми семенами. Семена овальные, сплюснутые, длиной 1—2,5 мм, шириной 0,5—0,75 мм. Семенная продуктивность высокая — одна особь может дать до 70 тысяч семян, по другим данным, до 40 тысяч.
Цветёт в апреле — августе. Плоды созревают в мае — сентябре. Семена прорастают в разное время; различают озимую и яровую формы.
Число хромосом 2n = 16, 33.

## Распространение
Растение-космополит, распространено повсеместно в умеренных и тропических областях земного шара, происхождение неясно.
В России встречается часто и повсюду, кроме арктических районов, включая всю территорию Сибири.
Растёт на насыпях, вдоль дорог и канав, на полях и огородах. Рудеральное растение. Распространено как сорное в посевах зерновых, технических культур, на огородах, в садах.

## Химический состав
В надземной части пастушьей сумки содержатся рамногликозид гиссопина, белковые и дубильные вещества, углеводы, эфирное масло,специфическая бурсовая кислота, холин и ацетилхолин, сапонины, фумаровая, яблочная, лимонная,витамин K, винная кислоты, витамины — тиамин, рибофлавин, филлохинон, аскорбиновая кислота, каротин; в семенах — жирное масло (до 20 %) и незначительное количество аллилгорчичного масла.
Листья обладают фитонцидной активностью.

## Хозяйственное значение и применение
Растение медоносное. 100 цветков в условиях Волгоградской области выделяют 19,5 мг пыльцы.
В семенах содержится 20—38 % жирного невысыхающего масла, которое может иметь техническое применение.
На пастбище и в сене удовлетворительно поедается скотом.

### Применение в кулинарии
Листья молодого растения весной богаты витаминами, их употребляют для приготовления супов, борщей, салатов и в качестве начинки для пирожков. В Китае пастушья сумка разводится как неприхотливое овощное растение на бедных бросовых землях, имеются различные сорта. В связи с этим даже одно из названий растения на английском языке — Chinese cress (китайский кресс-салат). В Японии и Индии листья пастушьей сумки тушат с мясом, добавляют в бульоны. Старая зелень придаёт бульонам питательность и вкус. Из варёных листьев готовят пюре. Высушенные и растёртые листья добавляют на вкус к мясным и рыбным блюдам. На Кавказе сразу же после таяния снега собирают молодые листики, из которых готовят салаты, используют в наварах как шпинат и для винегретов. Во Франции нежная зелень этого растения — обязательный компонент острых салатов.
Размолотые семена можно применять вместо горчицы.

### Применение в медицине
Как лекарственное растение пастушья сумка была известна ещё врачам Древней Греции и Рима, которые употребляли её семена. В Средние века во всей Европе растение применяли как кровоостанавливающее средство.
В начале XXI века в медицине многих стран используют траву пастушьей сумки в качестве кровоостанавливающего средства при внутренних кровотечениях. Имеются экспериментальные данные о мочегонном и гипотензивном действии препаратов из пастушьей сумки, о возможном применении её для лечения туберкулёза лёгких. Клинически доказано, что настой растения даёт хороший терапевтический эффект при лечении острого и хронического пиелонефрита.
Жмых можно использовать с лечебными целями в виде горчичников. Жидкий экстракт применяют при атонии матки.
Пастушью сумку используют в гомеопатии. Наиболее эффективна свежая надземная часть растения. В народной медицине пастушью сумку использовали внутрь при маточных кровотечениях, холецистите, мочекаменной болезни, ревматизме, гастрите, поносе и дизентерии, как вяжущее и ранозаживляющее средство. Имеются данные об использовании надземной части пастушьей сумки в народной медицине различных стран при болезнях сердца, малярии, некоторых венерических заболеваниях, язвенной болезни желудка, брюшном тифе, а также в ветеринарной практике при появлении кровянистых выделений в моче.
Лекарственным сырьём является трава пастушьей сумки (лат. Herba Bursae pastoris). Сбор травы проводят в июне — июле, в сухую погоду, срезая её ножом или секатором или выдёргивая с корнем; корни затем обрезают, оставляя прикорневую розетку. Недопустим сбор растений со зрелыми плодами. Сушат сырьё в сушилках при температуре не выше 45 °C или под навесами, на чердаках, в тени на открытом воздухе, разложив тонким слоем.
Внимание: Не рекомендуется использовать больные или повреждённые листья пастушьей сумки, так как поражающие их грибы зачастую ядовиты.
|                                                                             |  |  |  |  |
| Слева направо: Прикорневая розетка. Стеблевой лист. Соцветие. Плод. Семена. |  |  |  |  |

## Классификация

### Таксономия[16]
Capsella bursa-pastoris Medik., 1792, Pfl.-Gatt. : 85 
Вид Пастушья сумка обыкновенная относится к роду Пастушья сумка (Capsella) семейства Капустные (Brassicaceae) порядка Капустоцветные (Brassicales). Кладограмма в соответствии с Системой APG IV по состоянию на июнь 2023 года:
|  |                                      |  |                                   |                                   |                     |  | ещё 16 семейств | ещё 16 семейств |                             |  |          |  | еще 8 подтвержденных видов и 3 вида, ожидающих подтверждения | еще 8 подтвержденных видов и 3 вида, ожидающих подтверждения |  |
|  |                                      |  |                                   |                                   |                     |  | ещё 16 семейств | ещё 16 семейств |                             |  |          |  | еще 8 подтвержденных видов и 3 вида, ожидающих подтверждения | еще 8 подтвержденных видов и 3 вида, ожидающих подтверждения |  |
|  |                                      |  |                                   | порядок Капустоцветные            |                     |  |                 |                 | род Пастушья сумка          |  |          |  |                                                              |                                                              |  |
|  |                                      |  |                                   | порядок Капустоцветные            |                     |  |                 |                 | род Пастушья сумка          |  | 1 подвид |  |                                                              |                                                              |  |
|  | отдел Цветковые, или Покрытосеменные |  |                                   |                                   | семейство Капустные |  |                 |                 | Пастушья сумка обыкновенная |  |          |  |                                                              |                                                              |  |
|  | отдел Цветковые, или Покрытосеменные |  |                                   |                                   |                     |  |                 |                 |                             |  |          |  |                                                              |                                                              |  |
|  |                                      |  | ещё 63 порядка цветковых растений | ещё 63 порядка цветковых растений |                     |  |                 | ещё 354 рода    | ещё 354 рода                |  |          |  |                                                              |                                                              |  |
|  |                                      |  |                                   | ещё 63 порядка цветковых растений |                     |  |                 |                 | ещё 354 рода                |  |          |  |                                                              |                                                              |  |